# 웨스트우드 (로스앤젤레스)

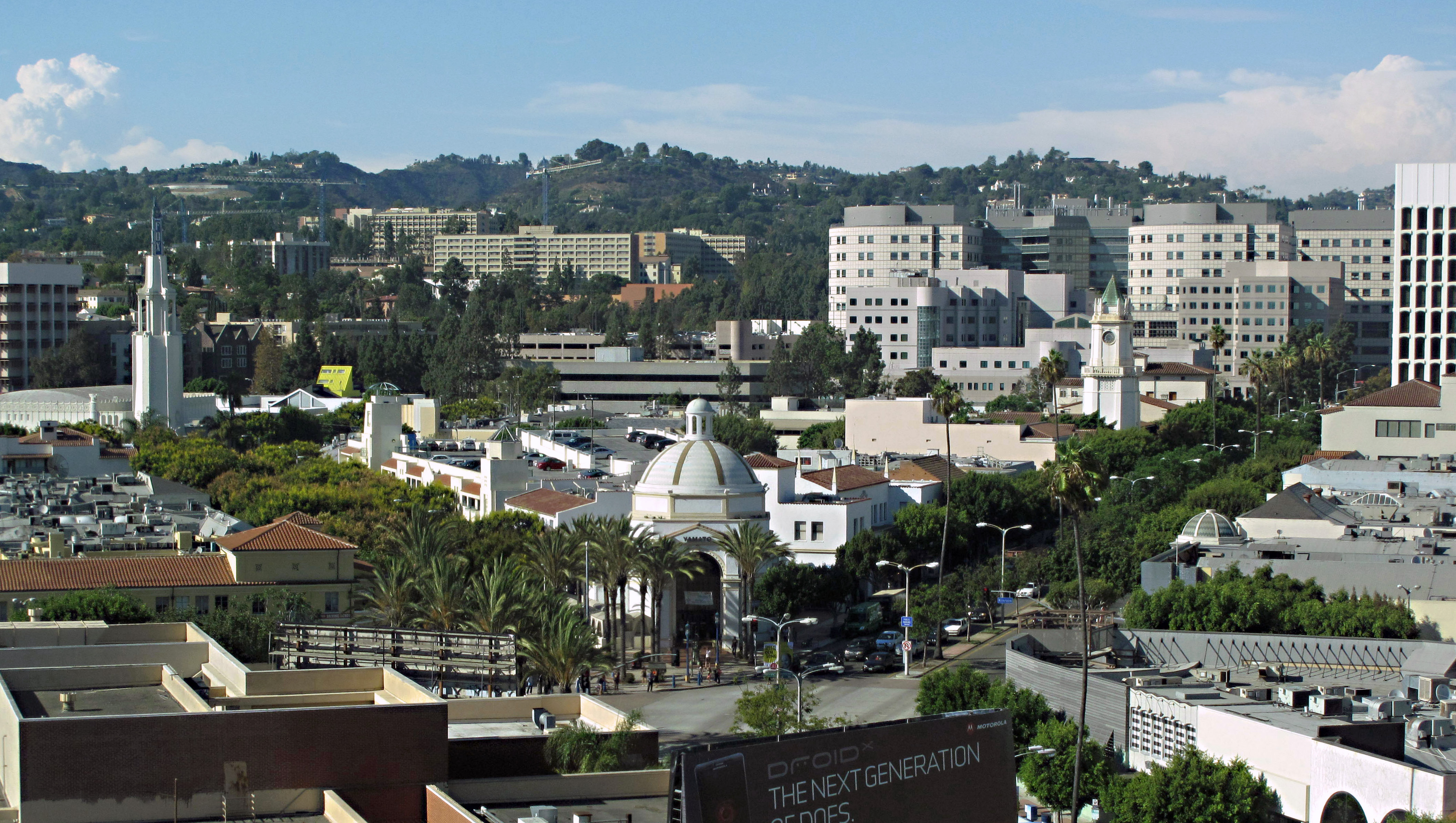
웨스트우드의 대학 외곽 지역

웨스트우드(Westwood)는 로스앤젤레스에 위치한 도시이다. 인구는 47,916명이다.
UCLA의 캠퍼스가 위치해있다.

## 위치와 교통

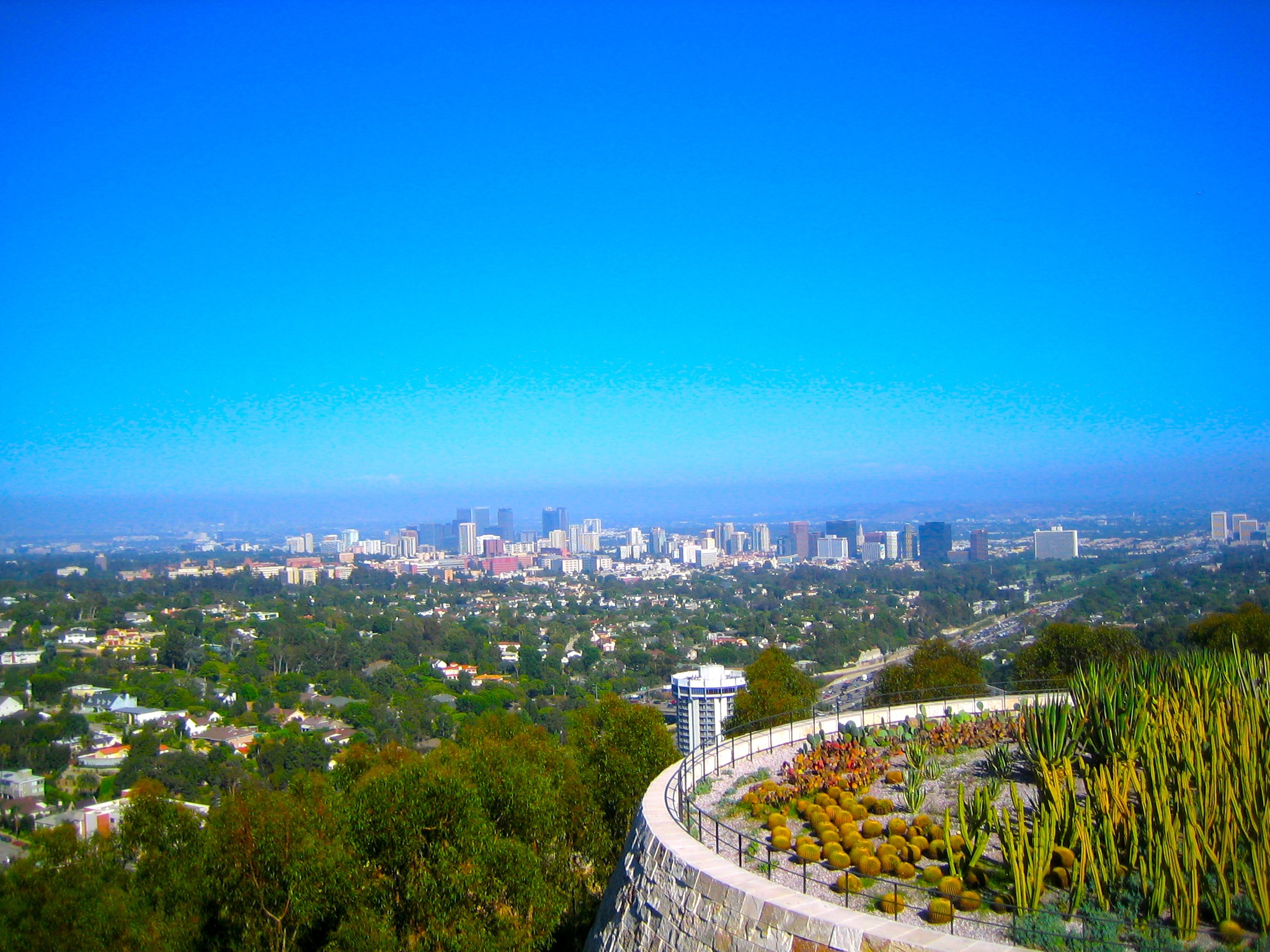
웨스트우드의 항공사진으로, 앞쪽으로 UCLA가 위치해있고, 뒤쪽으로 로스앤젤레스 도심이 보인다.

이 도시와 근교는 고급 주택가와 관광명소가 많은데, 동쪽으로 베벌리힐스와 할리우드, 서쪽에 샌타모니카와 브렌트우드, 북쪽으로 전 세계의 최고 부촌 중 하나인 벨에어가 이 도시 주변에 위치한다.
도시의 상업지역은 '웨스트우드 빌리지'라고 불리는데, 이는 로스앤젤레스 시 경제의 중추인 '윌셔'대로와 만나며, 세계 최대의 한인 타운인 코리아타운, 세계적 휴양지인 샌타모니카에 근접해있다. 샌디에이고 프리웨이로 가는 길목으로, 교통의 중심지이기도 하다. 교통이 편리하나, 대학교의 운동 경기를 보려는 관광객과 이 대학을 투어하려는 사람들로 인해 번잡하다.
윌셔대로(Wilshire Bl.)와 선셋대로(Sunset Bl.) 그리고 베벌리대로(Beverly St.)가 만나는 지역으로, 많은 고층 빌딩과 고급 상업지역이 몰려있다.
이란계 주민이 거주하는 '리틀 페르시아'가 서쪽으로 위치하며, 대학생들이 많이 사는 주택과 아파트가 많다. 평균 소득이 높고, 인구 구성은 62%가 백인, 23%가 아시아계이다.

## 명소
- UCLA
- Hammer 박물관
- 코리아타운
- 할리우드
- 산타모니카 해변